# Томас Югансон
Томас Югансон (фін. Thomas Johanson, 3 червня 1969) — фінський яхтсмен.
Олімпійський чемпіон 2000 року в класі 49er, учасник 1996 року.